# Port Royal (Jamajka)

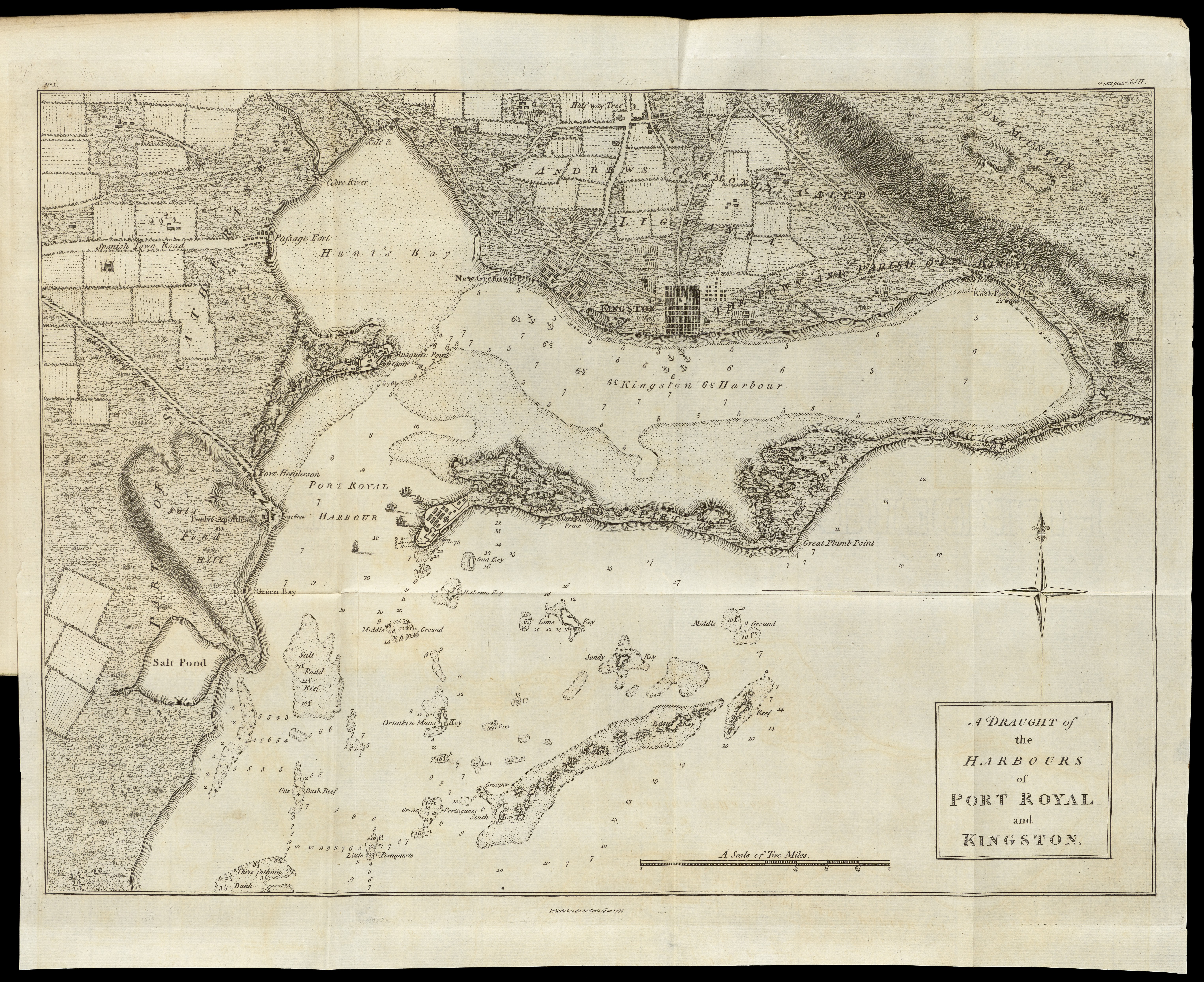
Mapa otoczenia Zatoki Kingston i Portu Royal (1774)

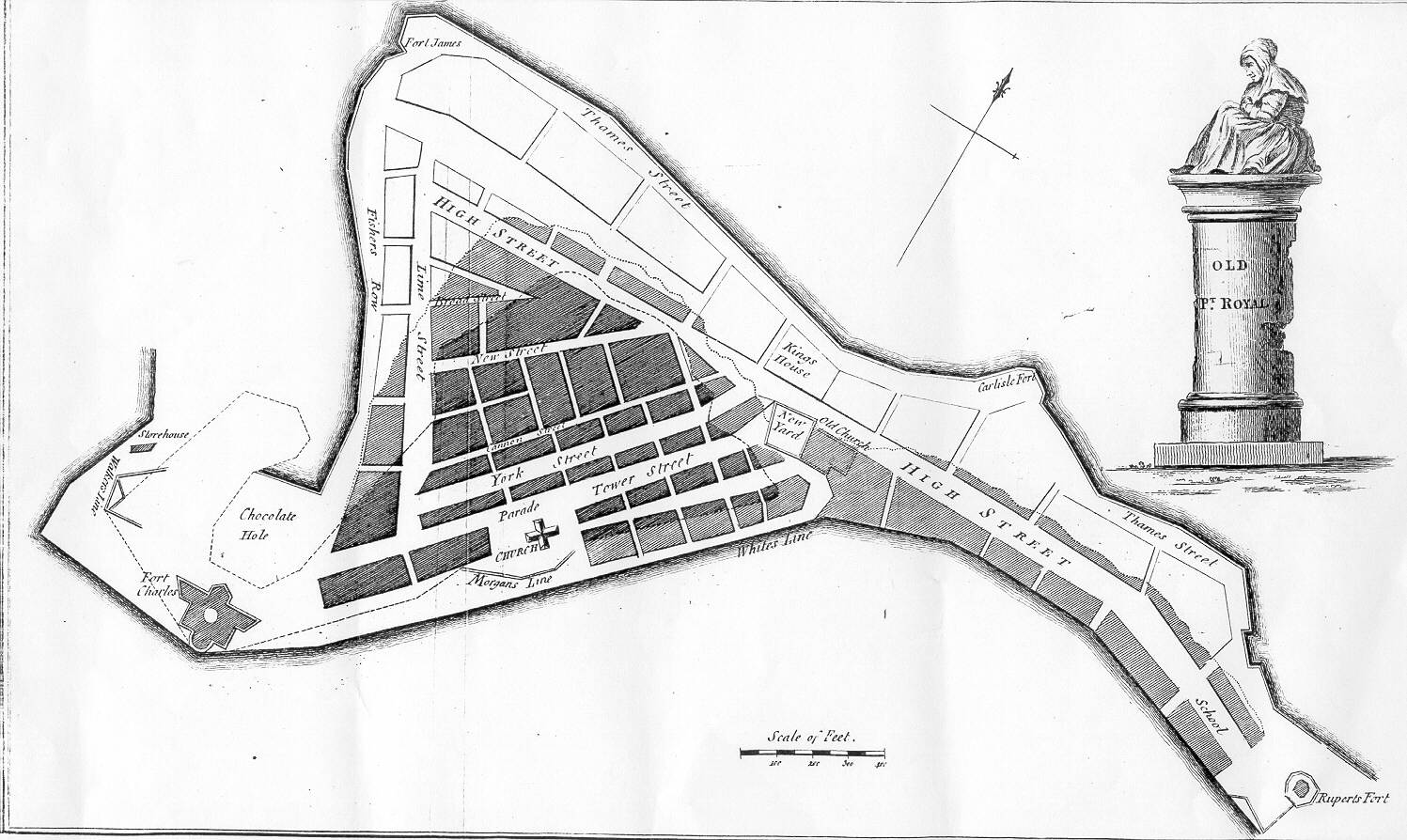
Mapa Port Royal

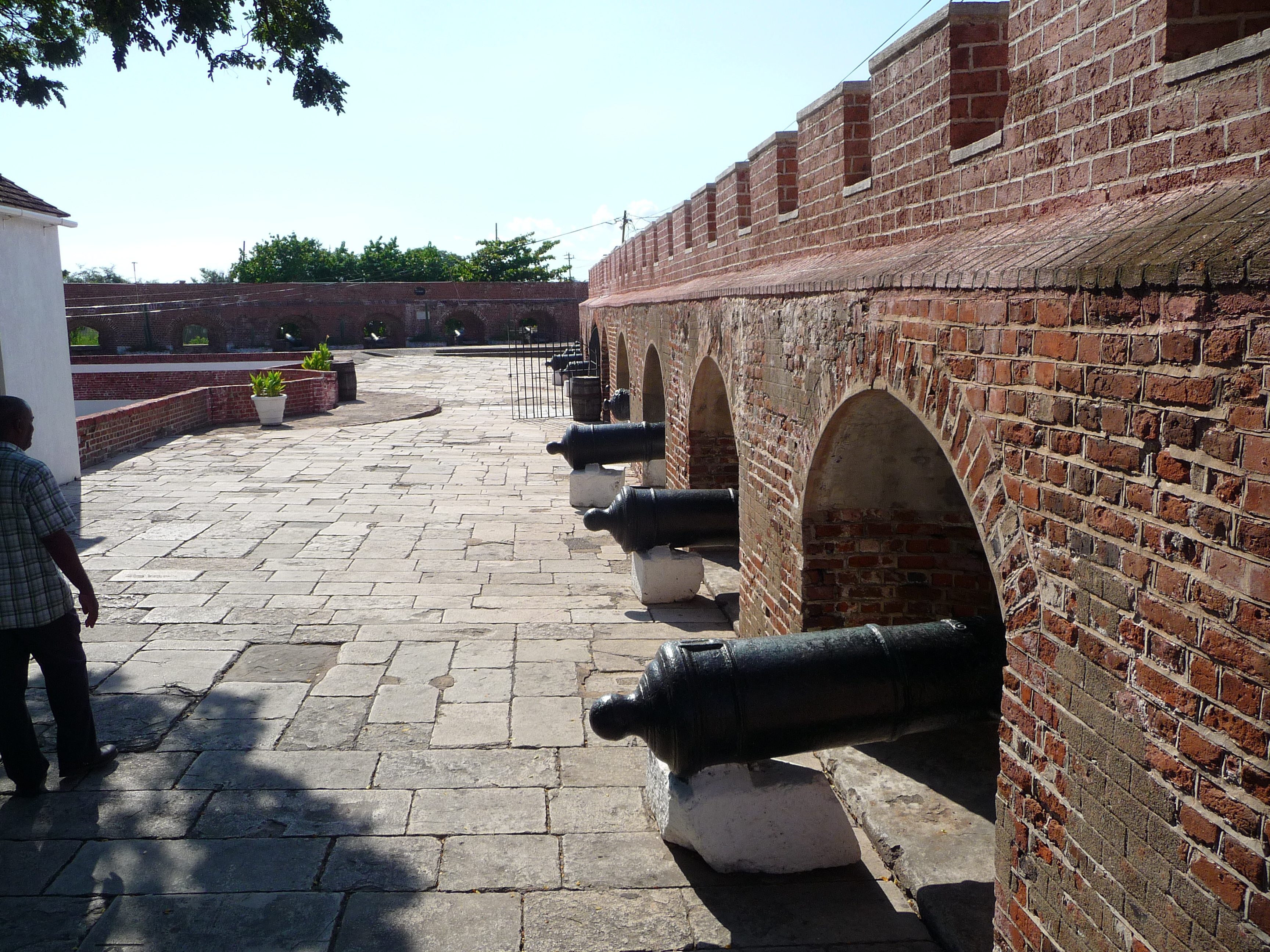
Fragment fortyfikacji Port Royal

Port Royal – miejscowość na wschodnim wybrzeżu Jamajki. W latach 1655–1692 stolica Jamajki. Po trzęsieniu ziemi w XVII w. wioska rybacka.

## Położenie
Port Royal położony jest na końcu 18-kilometrowego, piaszczystego półwyspu znanego jako Palisadoes, 15 mil od centrum Kingston, stolicy Jamajki. Obecnie półwysep jest jednym ciągłym pasmem lądu, choć w niektórych momentach swojej historii wzniesienie, na którym stoi Port Royal, było wyspą całkowicie otoczoną wodą.

## Historia
Kiedy Hiszpanie przybyli na Jamajkę w XVI wieku, odkryli, że to miejsce było idealną lokalizacją do czyszczenia i remontów statków. Nazwali ten obszar Cayo de Carena, ale zbudowali tu tylko kilka magazynów drewna. Regularne osadnictwo rozpoczęło się, gdy Wielka Brytania zdobyła Jamajkę od Hiszpanii w 1655 roku. Anglicy natychmiast dostrzegli strategiczne znaczenie tego fragmentu wybrzeża dla obronności wyspy, zwłaszcza w obliczu realnego zagrożenia ze strony Hiszpanów, chcących odzyskać Jamajkę lub inwazji francuskiej. Zaczęli umacniać to miejsce i w niespełna dwa lata ukończyli Fort Cromwell (później nazwany Fortem Charles). Budowa dalszych umocnień trwała przez następne dwie dekady, dopóki sześć dobrze uzbrojonych fortów nie otoczyło całego wybrzeża. W ten sposób Port Royal w okresie swej prosperity był lepiej broniony, niż którekolwiek ze współczesnych mu miast hiszpańskich, takich jak Cartagena, Hawana, meksykańskie Vera Cruz czy słynne Porto Bello.
W obrębie tego ufortyfikowanego obszaru miasto szybko się rozwijało. Ze względu na bezpieczne, chronione dziesiątkami armat położenie, równy teren i głęboką wodę w pobliżu brzegu duże statki miały dobre warunki załadunku i rozładunku, a dodatkowo mogły być slipowane w celu remontu. Przybywający tu żeglarze i kupcy korzystali z wielu możliwości prowadzenia handlu, naprawy takielunku i wyposażenia statków oraz wyposażenia ich w zapasy na dalszą podróż. W latach 1655–1692 Port Royal rozwijał się szybciej niż jakiekolwiek inne miasto założone przez Anglików w Nowym Świecie i miało opinię najważniejszego ośrodka handlowego na zachodniej półkuli. W 1662 r. liczył 740 mieszkańców. W szczytowym momencie rozwoju miasta w 1692 r. populacja mogła się wahać od 6500 do 10 000 mieszkańców. Przy około 2000 budynków, gęsto upakowanych na 51 akrach powierzchni, realistycznie mogło to być od 6500 do 7000 mieszkańców, z których prawdopodobnie ok. 2,5 tysiąca było niewolnikami.
Koncentrując się na handlu niewolnikami, a także na eksporcie cukru i innych surowców, Port Royal stał się handlowym centrum Karaibów i najważniejszym ekonomicznie angielskim portem w obu Amerykach. Miasto zamieszkiwało wielu bogatych kupców i drobniejszych handlarzy, rzemieślników i niewolników, nie licząc znanych kapitanów i piratów, którzy wszyscy uczestniczyli w ekspansywnej sieci biznesowej. Miasto szczyciło się domem gubernatora i królewską kancelarią, katedrą i czterema innymi kościołami, ale także niezliczoną ilością karczem, gospód, winiarni i najrozmaitszych spelunek. Wiele budynków, często dwu- lub trójkondygnacyjnych, wzniesiono z cegły, co wskazuje na znaczne bogactwo ich właścicieli, czego nie znaleziono w innych współczesnych osadach. Inwentarze mieszkańców Port Royal ujawniły wysoki poziom dobrobytu, a także spostrzeżenie, że w przeciwieństwie do innych angielskich kolonii w tym czasie, Jamajka używała powszechnie pieniądza jako środka płatniczego za dobra zamiast zwykłej wymiany towarów.
We wczesnych latach rozwoju Port Royal powszechną praktyką było oficjalne korsarstwo. Korsarzom i bukanierom Anglia przyznawała oficjalne kontrakty na łupienie hiszpańskich, holenderskich i francuskich statków na Karaibach. Określona część łupów była zarezerwowana dla Korony, a reszta wpływała do skrzyń obywateli Port Royal. I chociaż wzajemne praktyki korsarskie angielsko-hiszpańskie na Morzu Karaibskim zostały oficjalnie zakończone traktatem madryckim z 1670 r., korsarstwo (i zwykłe piractwo) było pospolite jeszcze w XVIII wieku. W 1689 r. prawie połowa mieszkańców miasta była zaangażowana w ten proceder. W tym czasie Port Royal znajdował się w zenicie swego bogactwa, był tętniącym życiem, gwarnym miastem z drogimi towarami przepływającymi codziennie przez port. Kapitan John Taylor w 1688 r. określił Port Royal jako „potężne miasto: dobrze zbudowane, silnie ufortyfikowane i zaludnione przez dzielnych mieszkańców”. Naliczył około 600 domów z cegły i taką samą liczbę zbudowanych z drewna. Według Taylora miały one głównie po cztery kondygnacje (łącznie z piwnicam), dachy kryte dachówką i skrzydłowe okna oraz przylegające do nich sklepy i obszerne magazyny.
7 czerwca 1692, podczas trzęsienia ziemi cała część wybrzeża, na której umiejscowiona była stolica Jamajki, osunęła się do Morza Karaibskiego, zabierając ze sobą prawie wszystkich obywateli miasta. Ludność miasta w dniu kataklizmu wynosiła 7 tys. osób. Nieliczni, którzy przetrwali kataklizm, opowiadali o ogromnej katastrofie i gigantycznej fali tsunami, która zalała całe miasto. W XIX wieku dotarto do podwodnego cmentarzyska u wybrzeży wyspy, na którym znaleziono tonę ludzkich kości. Było to miejsce spoczynku obywateli miasta, w tym także Henry’ego Morgana, słynnego bukaniera.

## Stanowisko archeologiczne

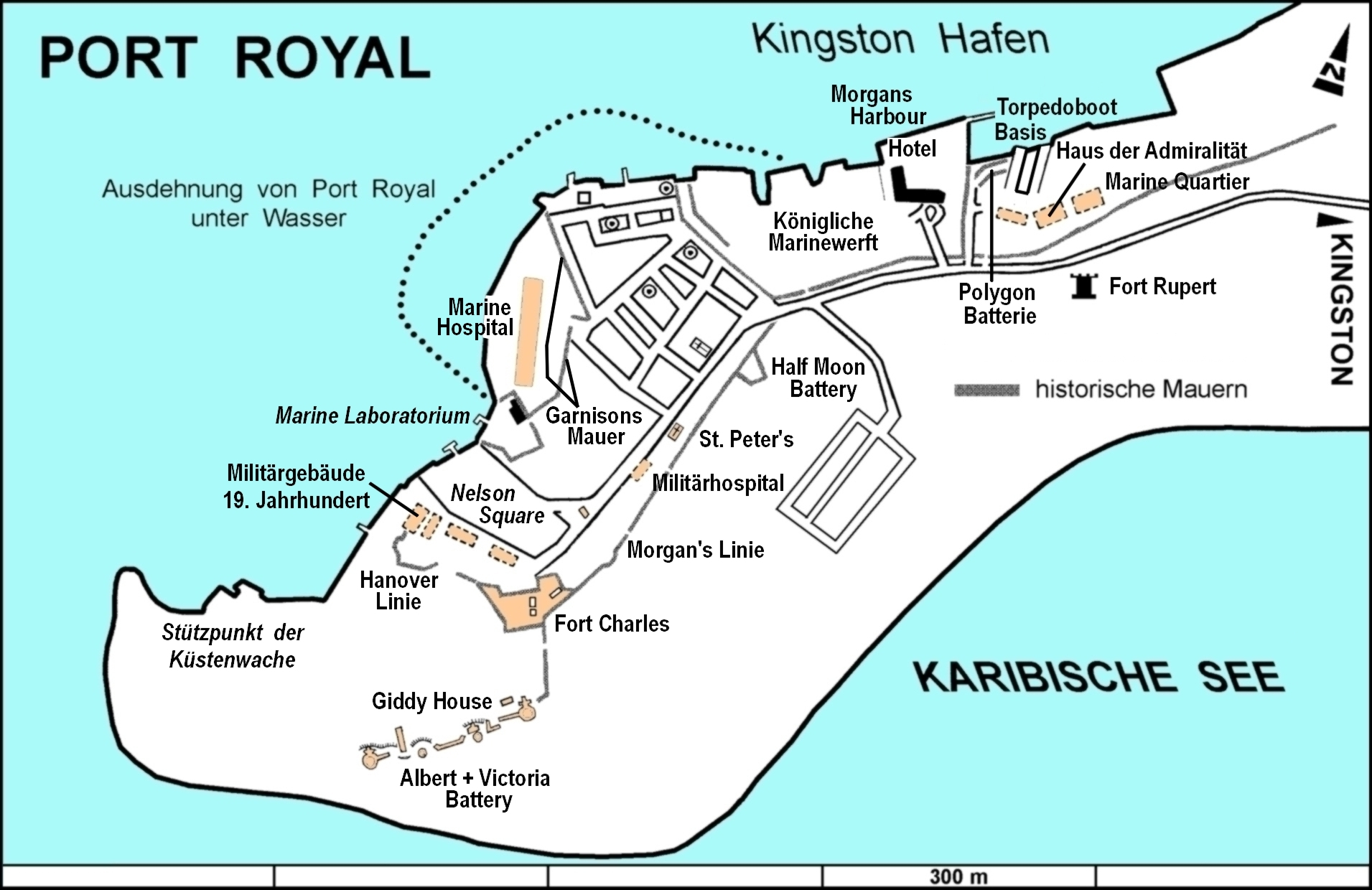
Port Royal aktualnie (linia kropkowana wyznacza zatopioną część miasta)

Setki domów, magazynów, sklepów, tawern, a także zatopionych w porcie statków sprawiło, iż Port Royal stał się jednym z najbogatszych stanowisk archeologicznych na świecie. W 1959 roku nurkowie z amerykańskiego statku „Sea Diver” odkopali pod warstwą mułu nie tylko pozostałości domów, lecz także tysiące butelek wina, glinianych rur, świeczników, rusznic, cynkowych kubków, talerzy i łyżek. Jednym z najbardziej zadziwiających artefaktów był błyszczący, mosiężny zegarek kieszonkowy, wyprodukowany w Holandii około 1686 roku. Badanie promieniami rentgena ujawniło ostatnie położenie wskazówek zegarka na godzinie 11:43, podając dokładny czas trzęsienia ziemi.
Kolejne wykopaliska w Port Royal miały miejsce w latach 1965–1968. Prowadził je archeolog Robert F. Marx, od 1966 r. w ramach oficjalnego programu badań, podjętego przez rząd Jamajki. Wstępne rozpoznanie wykazało, że ok. 75% powierzchni stanowiska znajduje się na głębokości nie większej niż 10 m, co znacznie ułatwiło prace wydobywcze. Cały teren prac podzielono na sektory o wymiarach 133 × 50 m, średnio do głębokości 5 m. Teren dna na obszarze badań pokrywała kilkumetrowa warstwa osadów, od drobnego mułu w górnym poziomie przez warstwę błotnistą z licznymi okruchami koralowców po pokłady czarnego piasku i grubego żwiru. W trakcie prac odsłonięto m.in. trzy kompletne domy i fragmenty murów wielu innych. Oznaczono położenie szeregu domów mieszkalnych, gospody, zakładów ciesielskiego i powroźniczego oraz sklepów, m.in. z wyrobami cynowymi, z mięsem i rybami. Wydobyto przeszło 20 tys. przedmiotów z żelaza, 2 tys. szklanych butelek, 6,5 tys. glinianych fajek, 500 przedmiotów z cyny i srebra oraz 3 tony kości ludzkich i zwierzęcych. Odkryto dwa skarby srebrnych monet hiszpańskich, w tym jeden w drewnianej skrzyni z zamkiem mosiężnym, jakie były używane w wojsku króla Hiszpanii Filipa IV. Wydobyto również armaty i liczne elementy wyposażenia okrętów.
w 1981 roku rozpoczęto kolejne prace archeologiczne. Odkryto wiele dobrze zachowanych artefaktów oraz dokumentów historycznych, co pozwoliło na odtworzenie codziennego życia w mieście portowym pod koniec XVII wieku.

## Obecność w kulturze
Port Royal stał się inspiracją do wielu projektów, np. do serii Piraci z Karaibów oraz gier Assassin’s Creed IV: Black Flag, Port Royale, Port Royale 2, Port Royale 3 oraz Port Royale 4.
Zespół Running Wild nagrał utwór pod tytułem Port Royal oraz zatytułował tak cały album.